# Полянский, Николай Иванович (1901—1975)
Николай Иванович Полянский (6 декабря 1901 года, Юзовка — 23 ноября 1975 года, Киев) — советский военный деятель, генерал-лейтенант артиллерии (25 мая 1959 года).

## Биография
Родился 6 (19) декабря 1901 года в поселке Юзовка Бахмутского уезда Екатеринославской губернии.
В РККА с 15 августа 1920 года. Член КПСС.
С 1920 года — красноармеец, комвзвода, комбат, командир дивизиона.
Окончил Военно-артиллерийскую академию имени Ф.Э. Дзержинского.
С апреля 1937 по апрель 1938 года - командир 36-го мотоартиллерийского полка.
С апреля 1938 года - командир 175-го артиллерийского полка. Участвовал в боях на реке Халхин-Гол. За участие в этих боях был награжден орденом Боевого Красного Знамени (МНР).
До декабря 1939 года - начальник артиллерии 36-й мотострелковой дивизии.
С декабря 1939 по май 1941 года - слушатель Академии Генерального штаба.
С мая 1941 — командир 9-й отдельной противотанковой артиллерийской бригады в 8-й армии Прибалтийского особого военного округа. С 22 по 26 июня 1941 года бригада под командованием полковника Н. И. Полянского упорно обороняла район Шяуляя, а затем 4 суток удерживала переправу через Западную Двину.
С 12 октября по декабрь 1941 года — командующий артиллерией 26-й армии. С декабря 1941 по февраль 1942 года - командующий артиллерией 24-й армии.
С февраля 1942 по август 1944 года - начальник Одесского артиллерийского училища имени М. В. Фрунзе.
С августа 1944 по январь 1945 года - заместитель командующего войсками — командующий артиллерией Северо-Кавказского военного округа. С января по 23 февраля 1945 года - заместитель командующего артиллерией 48-й армии.
С 23 февраля 1945 по 12 июня 1946 года - заместитель командующего войсками — командующий артиллерией 5-й гвардейской танковой армии.
С 12 июня по 31 октября 1946 года - командующий артиллерией 5-й гвардейской механизированной армии. С 31 октября 1946 по апрель 1947 года - начальник артиллерии 5-й гвардейской механизированной дивизии.
С апреля 1947 по январь 1955 года - начальник факультета радиолокации наземной артиллерии Военной академии артиллерийской радиолокации. С января 1955 по апрель 1958 года - начальник научно-исследовательского артиллерийского института № 1 (НИАИ-1). Защитил диссертацию на соискание ученой степени кандидат военных наук.
С апреля 1958 по ноябрь 1962 года - начальник Киевского высшего артиллерийского инженерного училища войск ПВО СВ имени С.М. Кирова (КВАИУ).
Делегат XXII съезда КПСС.
В отставке с 27 ноября 1962 года.
Умер в Киеве 23 ноября 1975 года.

## Награды
- 2 ордена Ленина (21.02.1945);
- 3 ордена Красного Знамени (17.11.1939; 03.11.1944; 19.11.1954);
- Орден Отечественной войны I степени (22.02.1944);
- Медаль "ХХ лет РККА";
- Медаль "За победу над Германией в Великой Отечественной войне 1941-1945гг.";
- Медаль "За освобождение Варшавы";
- Медаль "За взятие Кенигсберга";
- Медаль "30 лет Советской Армии и Флота";
- Медаль "40 лет Вооруженных Сил СССР";
- Медали;

Иностранные награды
- Орден «За боевые заслуги» (МНР; ?.07.1969);
- Медаль "За Варшаву 1939-1945" (ПНР);
- Медаль «30 лет Халхин-Гольской Победы» (15.08.1969);
- Нагрудный знак "Участнику боёв у Халхин-Гола" (МНР, 1940).

## Воинские звания
- Генерал-майор артиллерии (9 ноября 1941 года);
- Генерал-лейтенант артиллерии (25 мая 1959 года).